# Jumbie Gutter
Der Jumbie Gutter ist ein kurzer Zufluss des Pagua River im Osten von Dominica im Parish Saint Andrew.

## Geographie
Der Jumbie Gutter entspringt an der Nordflanke von Bambou der Pagua Hills auf ca. 380 m über dem Meer und fließt stetig und in steilem Verlauf nach Osten. Bei Crossing mündet er kurz unterhalb und gegenüber der Ravine Diane von Norden und von links in den Pagua River. Der Fluss ist ca. 1,7 km lang.